# Адаскин, Гарри
Гарри Адаскин (латыш. Harijs Adaskins; англ. Harry Adaskin; 6 октября 1901, Рига — 7 апреля 1994, Ванкувер) — канадский скрипач. Брат Мюррея Адаскина и музыкального продюсера Джона Адаскина (1908—1964).

## Биография
Сын землевладельца из Могилёвской губернии Хаима Мордуховича Адаскина и уроженки Хиславич Ниси-Баси Шлиомовны Перстнёвой. Ребёнком уехал вместе с родителями в Канаду, получил канадское гражданство в 1909 году. Учился в Торонтской консерватории у Берты Дрехслер Адамсон (1913—1918) и в Канадской академии музыки у Луиджи фон Куница (1918—1922). В дальнейшем совершенствовал своё мастерство в Чикаго у Леона Саметини и в Париже у Жака Тибо, Марселя Шайи и Джордже Энеску.
Как исполнитель Адаскин почти полностью посвятил себя камерному музицированию. В 1920 году впервые попробовал себя в роли второй скрипки в Квартете Академии, чтобы затем в 1923—1938 годах играть вторую скрипку в известном канадском Харт-Хаус-квартете. В том же 1923 году сформировался дуэт Адаскина с пианисткой Фрэнсес Марр, которая тремя годами позже стала его женой; муж и жена Адаскины выступали вместе вплоть до середины 1950-х годах, исполняя широкий круг произведений XIX и XX веков, особенно музыку канадских композиторов-современников; гастроли дуэта Адаскиных проходили в США и Европе. Он был ведущим нескольких радиопрограмм Си-би-си , включая « Музыкальный разговор» и «Во вторник вечером» .
Как педагог Адаскин работал в 1941—1946 годах в Торонтской консерватории, а в 1946 году стал первым деканом отделения музыки в Университете Британской Колумбии; уйдя в отставку с поста декана в 1958 году, он продолжал преподавать в университете до 1973 года.
Адаскин опубликовал автобиографию в двух частях: «Мир одного скрипача: Воспоминания до 1938 года» (англ. A Fiddler's World — Memoirs to 1938; 1977) и «Выбор одного скрипача: Воспоминания с 1938 по 1980 гг.» (англ. A Fiddler's Choice — Memoirs from 1938 till 1980; 1982).